# 1076

## Evenimente
- 24 ianuarie: Sinodul de la Worms, convocat cu ocazia succesiunii arhiepiscopatului de Milano: episcopii germani care au primit învestitura de la împăratul Henric al IV-lea se retrag de sub autoritatea papală, depunându-l pe papa Grigore al VII-lea; momentul marchează începutul "Luptei pentru învestitură".
- 14-22 februarie: Sinodul de la Lateran: Papa Grigore al VII-lea îl excomunică pe Henric al IV-lea, ai cărui vasali sunt eliberați de jurămintele de fidelitate.
- 26 februarie: După asasinarea la Vlaardingen a ducelui Lorenei Inferioare, Godefroi al III-lea, Henric al IV-lea îl desemnează pe fiul său, Conrad, ca succesor al ducatului, în defavoarea lui Godefroi de Bouillon, care este învestit în schimb cu marchizatul de Anvers; începe o perioadă de dispute locale în ducat.
- 9 martie: Regele Somesvara al II-lea din statul Chalukya apuseană este depus de către fratele său mai mare, Vikramaditya al VI-lea, care devine rege.
- 18 aprilie: După moartea Beatricei, contesa Matilda rămâne singura conducătoare a Toscanei.
- 31 mai: Ultimul conte anglo-saxon din Anglia, Waltheof de Northumbria, este executat.
- 4 iunie: Aflat în luptă cu regele Castiliei, regele Sancho al IV-lea al Navarrei este asasinat, iar regatul este uzurpat de către regele Sancho I al Aragonului, care ia numele de Sancho al V-lea, realizându-se uniunea dintre Aragon și Navarra (valabilă până la 1134).
- 8 iunie: Avînd sprijinul contelui de Flandra Robert Frizonul, contele Dirk al V-lea al Olandei înfrânge pe episcopul de Utrecht la Ysselmonde și recucerește de la acesta cea mai mare parte a Frisiei apusene, după luarea în prizonierat e episcopului.
- 29 iulie: Dieta de la Mainz: Robert Frizonul, conte de Flandra, se reconciliază cu împăratul Henric al IV-lea, în prezența regelui Filip I al Franței.
- 8 octombrie: Un reprezentant al papei Grigore al VII-lea încoronează la Split pe noul rege al Croației, Dmităr Zvonimir, cumnat al regelui Geza I al Ungariei.
- 14 octombrie: William I, rege al Angliei și duce al Normandiei, este înfrânt de regele Filip I al Franța, care degajează orașul Dol-de-Bretagne, aflat sub asediul normanzilor.
- 17 noiembrie: Drepturi cedate municipalității din Sepulveda, moment ce inaugurează repopularea vechii Castilii.
- 13 decembrie: Normandul Robert Guiscard ocupă Salerno, deținut de Gisolf al II-lea, ultimul principe longobard.
- 25 decembrie: Doi legați pontificali participă la încoronarea la Gniezno a regelui Boleslav al II-lea „cel Generos” al Poloniei, care își declară sprijinul pentru papalitate în cadrul „Luptei pentru învestitură”; Polonia este dezlegată total de vasalitatea față de împăratul Henric al IV-lea.

### Nedatate
- iunie-iulie: Turkmenul Atsiz, vasal al selgiucizilor, cucerește Damascul de la fatimizi.
- Almoravizii conduși de Abu Bakr cuceresc Kumbi, capitala statului Ghana și important depozit de aur și sare.
- Împăratul Henric al IV-lea acordă ca feudă Lusacia Inferioară (Bautzen și Gorlitz) lui Vratislav al II-lea, ducele Boemiei.
- Regele Dmităr Znonimir al Croației donează orașul Vrana și mănăstirea benedictină Sf. Grigore, ca semn de loialitate față de papa Grigore al VII-lea.

## Arte, Știință, Literatură și Filozofie
- Anselm de Canterbury scrie "Monologion".

## Înscăunări
- 9 martie: Vikramaditiya al VI-lea, rege în Chalukya apuseană.
- 8 octombrie: Dmităr Zvonimir, rege al Croației și Dalmației (1076-1098).
- 25 decembrie: Boleslav al II-lea "cel Darnic", rege al Poloniei (1076-1079)

## Nașteri
- 1 iunie: Mstislav, cneaz de Kiev (d. 1132)
- Abu Bakr ibn al-Arabi, jurist și istoric arab (d. 1148)

## Decese
- 26 februarie: Godefroi al III-lea, duce al Lorenei Inferioare (n. ?)
- 21 martie: Robert, duce de Burgundia (n. 1011)
- 18 aprilie: Beatrice, contesă de Toscana (n. 1017)
- 28 aprilie: Svend al II-lea, rege al Danemarcei (n.c. 960)
- 26 mai: Ramon Berengar I, conte de Barcelona (n. 1023)
- 31 mai: Waltheof de Northumbria, conte anglo-saxon (n. ?)
- 4 iunie: Sancho al IV-lea, rege al Navarrei (n. 1039)
- 27 decembrie: Sviatoslav al II-lea, cneaz de Kiev (n. 1027)